# Star Wars Jedi: Survivor
Star Wars Jedi: Survivor — компьютерная игра в жанре action-adventure, разработанная компанией Respawn Entertainment и изданная Electronic Arts. Является прямым продолжением Star Wars Jedi: Fallen Order, выпущенной в 2019 году. Релиз игры состоялся 28 апреля 2023 года, для Windows, PlayStation 5 и Xbox Series X/S. Игра вышла для платформ PlayStation 4 и Xbox One 17 сентября 2024 года.
Действие Star Wars Jedi: Survivor происходит через пять лет после событий из Star Wars Jedi: Fallen Order, и, следовательно, в том же промежутке, что и сериал «Оби-Ван Кеноби». Стиг Асмуссен, который уже отвечал за Star Wars Jedi: Fallen Order, является главным руководителем проекта. Роль Кэла Кестиса снова исполнил Камерон Монахэн, Дэниел Робук озвучил Гриза Дритуса, а сестру ночи Меррин снова озвучила Тина Ивлев.

## Игровой процесс
Star Wars Jedi: Surivior сохранит многие элементы геймплея предыдущей игры с добавлением новых. По словам геймдизайнера игры Стига Асмуссена, в Survivor появятся пять боевых стоек для атаки световым мечом. В одной из них Кэл сможет использовать два световых меча и быстро раскручиваться, а в другой джедай получит возможность использовать меч и бластер одновременно. Кроме того, в какой-то момент Кэл модифицирует свой световой меч, добавив ему защитную гарду, как у меча Кайло Рена — в такой стойке Кэл будет наносить гораздо больший урон, но взамен этого будет двигаться медленнее.

## Сюжет
Через пять лет после уничтожения голокрона джедаев пути рыцаря-джедая Кэла Кестиса, Цере Джанды, Гриза Дритуса и сестры Ночи Меррин разошлись, и Кэл продолжает свою битву против Империи в качестве бойца Сопротивления, работающего под началом известного повстанца Со Герреры. Кэла, захваченного силами безопасности Корусанта, ведут к сенатору Дахо Седжану. Когда они встречаются лицом к лицу, Кэл с помощью своего дроида BD-1 освобождается от наручников, забирает свой световой меч и вступает в бой с штурмовиками. Выясняется, что «поимка» Кэла была заранее спланированным подставным действием, а схватившие Кэла сотрудники сил безопасности — на самом деле являются членами его команды, которые планируют выкрасть важные данные с корабля сенатора. Встретившись со своими товарищами по команде — сначала с наёмником Боудом Акуной, а потом и с остальными, Кэл и его команда штурмуют корабль сенатора и берут его в плен. Сенатор впоследствий был убит инквизитором — Девятой Сестрой, она же Масана Тайд, у которой с Кэлом были давние счёты. Пережив поражение от джедая на Кашиике пять лет назад, Девятая Сестра прибывает, чтобы отомстить Кэлу за эти события. Хотя Кэлу удаётся получить данные и на этот раз покончить с Девятой Сестрой, остальная часть команды погибает, в результате чего Кэл и Боуд остаются единственными выжившими. Кэл также обескуражен, узнав из данных, что, несмотря на все его усилия, Империя стала только сильнее, расширив своё влияние дальше по галактике.
Кэл после потери практически всей своей команды предоставлен самому себе. «Жалящий богомол» повреждён во время побега с Корусанта, в связи с чем Кэл решает найти своего старого друга Гриза на отдаленной планете Кобо, где он находит местное население, которое периодически терроризируют бедламские разбойники, возглавляемые бронированным ген'даем по имени Рэйвис. После того, как Кэл отбивается от рейдеров и встречается с Гризом, последний направляет Кэла в пещеру, чтобы найти детали, необходимые для ремонта "Богомола". Во время исследования Кэл встречает дроида Ордена джедаев эпохи Высокой Республики по имени ZN-A4 «Зи». Зи даёт Кэлу устройство времён Высокой Республики и говорит ему, что сотни лет назад ей было приказано активировать устройство под названием «Лесной массив», но в итоге она застряла в пещерах. На пути в Лесной Массив Кэл получает видения Силы о двух мастерах-джедаях Высокой Республики — Дагане Гере и Сантари Кри, которые обнаружили мифическую планету Таналорр, спрятанную за предположительно непроницаемой туманностью Бездной Кобо. Кэл активирует Лесной массив и обнаруживает Дагана, заточенного в бакта-капсулу. Кэл освобождает Дагана в надежде найти союзника в лице нового рыцаря-джедая и возвращает ему половину его меча, но Кэл обнаруживает, что Даган перешёл на Тёмную сторону Силы, разозлившись на Орден джедаев за приказ сдаться и прекратить оборону Таналорра. Даган делает свой кайбер-кристалл красным и сражается с Кэлом, прежде чем сбежать с Рейвисом и рейдерами.
Понимая ценность планеты, абсолютно недоступной для Империи, Кэл, Боуд и Гриз ремонтируют «Богомола» и направляются на планету Джеда, где бывший наставник Кэла Цере вместе с Сестрой Ночи Меррин и вернувшимся в игру Эно Кордовой восстанавливают Архив джедаев с помощью организации сопротивления под названием «Скрытый путь». Цере и Кордова используют Архив для сбора данных о Кобо и Таналорре, а Кэл и Боуд исследуют некоторые из старых объектов Дагана. Эно объясняет, что много веков назад Даган был первым и единственным пилотом, которому удалось пересечь Бездну Кобо и открыть Таналорр. Кри разработала специальные компасы для навигации в Бездне, а Республика основала поселение и Храм джедаев на Таналорре. Однако преступная группировка "Нихил" напала на Таналорр, в результате чего Республика покинула планету и уничтожила все компасы, хотя Эно отмечает, что три компаса до сих пор не найдены. Кэл, Меррин, Боуд и Гриз решают вернуться на Кобо, чтобы найти компасы. Два из них оказываются неисправными и не поддающимися починке, тем временем Кэл сражается с Рэйвисом, который после поражения говорит Кэлу необходимую ему информацию о Дагане, после чего Кэл предлагает Рэйвису присоединиться к нему, однако ген'дай отказался от этого — Рэйвис, устав от всего, просит Кэла подарить ему долгожданную смерть воина, что джедай и сделал, после чего Кэл с Боудом вместе находят Дагана, которого им удалось убить с большим трудом, тем не менее, Даган перед смертью успевает сломать компас, чтобы он никому не достался. Кэл после битвы осознает, что Даган был кое в чём прав: Таналорр можно использовать как идеальную неприступную крепость для Скрытого пути, чтобы восстановить Орден джедаев, однако Боуд хочет использовать его только как секретное убежище для своей дочери Каты. Кэл и Меррин целуются и вступают в романтические отношения после того, как Кэл наконец решает оставить Орден в прошлом.
Кэл с командой возвращаются на Джеду, где Кордова чинит компас, но Боуд оказывается имперским шпионом и крадёт его, убивая Кордову. Кэл в гневе бросается в погоню и узнает, что Боуд — не только шпион, но и бывший джедай, который с тех пор перешёл на Тёмную сторону. Кэл терпит поражение от Боуда и теряет сознание от ран. Пока Кэл вне игры, повествование переходит к Цере Джанде, которая возглавляет оборону Архива. Империя проводит полномасштабную атаку на Архив, а Цере, пытаясь выиграть время для побега её последователей, вступает в дуэль с прибывшим за ней Дартом Вейдером и оказывается достойным противником для ситха, но всё же она погибает от его рук. Кэл приходит слишком поздно, чтобы помочь. Разъярённый из-за всей ситуации, Кэл использует радиомаяк, чтобы отследить его местонахождение в системе Нова Гарон. Там они находят базу Имперского бюро безопасности (ИББ), которой командует Ланк Денвик, и проникают на неё, чтобы найти Боуда. Кэл проникает в кабинет Денвика и узнаёт от него, что Боуд был шпионом Денвика, и именно он внедрил Акуну в команду Кэла на Корусанте. После этого Кэл оглушил Денвика и замаскировался под офицера ИББ. В конце концов Кэл говорит с Боудом и его дочерью Катой. Боуд спокойно рассказывает, что работал в разведке Ордена джедаев во время Войн клонов, но исчез, когда началось Великое истребление джедаев. Находясь в бегах, Боуд женился, и у них родилась Ката. Жена Боуда была убита имперскими инквизиторами после того, как предупредила Боуда, что они придут за ним. В конце концов, Боуд заключил сделку с Денвиком, чтобы работать на него и ИББ в обмен на собственную безопасность, защиту Каты и данные о том, какой именно инквизитор убил его жену. Выяснив, что он заманил Кэла на Нова-Гарон, чтобы отвлечь внимание, и надеясь скрыться от Империи на Таналорре, Боуд сбегает с Катой и компасом. Кэл решает принять свою внутреннюю тьму и устраивает резню, тем не менее, под влиянием Меррин, он не даёт себе полностью поддаться ей, пощадив Денвика.
Кэл восстанавливает запись, оставленную Кри, которая объясняет, что массивы на Кобо можно использовать, чтобы открыть другой путь через Бездну. Зи добровольно остаётся, чтобы активировать массивы, чтобы Кэл и его друзья могли добраться до Таналорра. Там они снова противостоят Боуду и предлагают ему сдаться, пока не поздно, но он, полностью поглощенный Тёмной стороной Силы, начинает бой, несмотря на мольбы своей дочери, вынуждая Кэла и Меррин убить его. После этого они кремируют Цере, Эно Кордову и Боуда по джедайскому обряду, оплакивая их кончину. Теперь, когда планета находится под их контролем, троица решает опекать Кату и планирует установить контакт как со Скрытым путём, так и с оставшимися последователями Цере, чтобы перевезти их на Таналорр.

## Разработка
Star Wars Jedi: Survivor была анонсирована 27 мая 2022. Руководитель проекта Стиг Асмуссен заявил, что трассировка лучей в реальном времени и другие возможности следующего поколения позволяют Respawn работать «с качеством, которое намного превосходит все, что мы когда-либо разрабатывали раньше». Игра сможет сократить время загрузки из-за решения прекратить разработку игры для PlayStation 4 и Xbox One. 5 декабря Electronic Arts объявила, что на The Game Awards 2022 будет показан игровой процесс. 7 марта 2023 года также выйдет комикс «Звёздные войны. Джедаи: Павший Орден — Боевые шрамы» (англ. Star Wars Jedi: Battle Scars), который соединит события Fallen Order и Survivor. 1 декабря 2022 появился синопсис и обложка комикса — помимо игровых персонажей, в произведении появится Пятый брат из сериала про Оби-Вана Кеноби и анимационного сериала «Звёздные войны: Повстанцы», который устроит охоту на Кестиса. 31 января 2023-го был опубликован отрывок из комикса. 8 декабря на The Game Awards 2022 разработчики показали геймплейный трейлер и назначили дату выхода игры на 17 марта 2023. В конце января 2023-го Respawn написали в Твиттере о переносе релиза на 28 апреля для окончальной доработки.
Всем покупателям процессора AMD Ryzen 7000 с января по апрель 2023 года предоставлялась бесплатная копия Survivor.
В интервью IGN Асмуссен заявил, что он планировал серию Star Wars как трилогию с возможной третьей и последней крупной частью, нацеленной на новый игровой движок Unreal Engine 5.

## Отзывы критиков
| Сводный рейтинг       | Сводный рейтинг                        |
| Агрегатор             | Оценка                                 |
| --------------------- | -------------------------------------- |
| Metacritic            | (PC) 78/100 (PS5) 85/100 (XSXS) 86/100 |
| OpenCritic            | 84/100                                 |
| «Критиканство»        | 76/100                                 |
| Иноязычные издания    |                                        |
| Издание               | Оценка                                 |
| Destructoid           | 9/10                                   |
| Game Informer         | 9,25/10                                |
| GameSpot              | 8/10                                   |
| GamesRadar+           | [ 31 ]                                 |
| IGN                   | 9/10                                   |
| NME                   | [ 33 ]                                 |
| PC Gamer (US)         | 80/100                                 |
| Push Square           | 9/10                                   |
| The Guardian          | [ 36 ]                                 |
| VG247                 | [ 37 ]                                 |
| Русскоязычные издания |                                        |
| Издание               | Оценка                                 |
| GoHa.Ru               | B                                      |
| StopGame.ru           | Похвально                              |

Star Wars Jedi: Survivor получила положительные отзывы, согласно агрегатору рецензий Metacritic.